# Liste der Unterrichtungstafeln in Deutschland an den Autobahnen A 3xx
Diese Unterliste enthält die Unterrichtungstafeln an deutschen Autobahnen, die mit 3 beginnen.

## A 3
| Fahrtrichtung nach Südosten                                      | Kilometer | Fahrtrichtung nach Nordwesten                                    |
| Grenzübergang Elten                                              | 0,0       |                                                                  |
| ---------------------------------------------------------------- | --------- | ---------------------------------------------------------------- |
| Industriekultur Textilmuseum Bocholt                             | 15,2      |                                                                  |
| Wasserburg Anholt Schloss Moyland                                | 19,0      |                                                                  |
|                                                                  | 25,6      | Wasserburg Anholt Schloss Moyland                                |
|                                                                  | 40,5      | Industriekultur Textilmuseum Bocholt                             |
| Naturpark Hohe Mark Westmünsterland                              | 42,5      |                                                                  |
| Niederrheinmuseum Wesel                                          | 46,5      |                                                                  |
|                                                                  | 50,0      | Niederrheinmuseum Wesel                                          |
| Industrieland NRW Größter Stahlstandort Europas                  | 69,4      |                                                                  |
| Zoo Duisburg                                                     | 74,2      |                                                                  |
|                                                                  | 75,2      | Industriekultur Rheinisches Industriemuseum                      |
|                                                                  | 81,0      | Zoo Duisburg                                                     |
|                                                                  | 81,3      | Industrieland NRW Größter Binnenhafen Europas                    |
|                                                                  | 85,0      | Industrie • Kultur • Landschaft Metropole Ruhr                   |
| Basilika St. Margareta                                           | 98,8      |                                                                  |
| Neanderthal Fundstelle und Museum                                | 98,5      |                                                                  |
|                                                                  | 105,4     | Neanderthal Fundstelle und Museum                                |
|                                                                  | 106,3     | Basilika St. Margareta                                           |
| Industriekultur Industriemuseum Solingen                         | 114,8     |                                                                  |
|                                                                  | 131,4     | Industrieland NRW Europas Chemieregion                           |
|                                                                  | 132,5     | Museum Morsbroich                                                |
| Autobahndreieck Köln-Heumar                                      | 140,9/0,0 |                                                                  |
| Abtei Michaelsberg                                               | 20,7      |                                                                  |
|                                                                  | 30,7      | Abtei Michaelsberg                                               |
| Drachenfels                                                      | 31,5      |                                                                  |
|                                                                  | 41,7      | Drachenfels                                                      |
| Westerwald                                                       | 42,7      |                                                                  |
| Wiedtal                                                          | 44,1      |                                                                  |
|                                                                  | 52,8      | Wiedtal                                                          |
| Raiffeisenland                                                   | 53,0      |                                                                  |
| ZOO NEUWIED                                                      | 53,8      |                                                                  |
| Förderturm Grube Georg Industriedenkmal Willroth                 | 55,5      |                                                                  |
|                                                                  | 61,0      | Förderturm Grube Georg Industriedenkmal Willroth                 |
|                                                                  | 62,5      | ZOO NEUWIED                                                      |
| Westerwälder Seenplatte                                          | 62,5      |                                                                  |
|                                                                  | 67,2      | Dierdorf Ehemalige Wiedische Residenz                            |
|                                                                  | 68,0      | Raiffeisenland                                                   |
| Thermen Bad Ems                                                  | 83,0      |                                                                  |
| Schloss Montabaur                                                | 83,6      |                                                                  |
|                                                                  | 90,6      | Thermen Bad Ems                                                  |
|                                                                  | 91,4      | Schloss Montabaur                                                |
| Schloss Oranienstein Diez                                        | 94,0      |                                                                  |
|                                                                  | 101,7     | Schloss Oranienstein Diez                                        |
| Burgenstadt Runkel an der Lahn                                   | 100,1     |                                                                  |
| Limburger Dom                                                    | 101,7     |                                                                  |
|                                                                  | 113,1     | Limburger Dom                                                    |
|                                                                  | 113,5     | St. Lubentius Dietkirchen                                        |
|                                                                  | 117,5     | Burgenstadt Runkel an der Lahn                                   |
| Mineralbrunnen Niederselters Selterswassermuseum                 | 119,8     |                                                                  |
| Historische Altstadt Kneippheilbad Bad Camberg                   | 120,7     |                                                                  |
|                                                                  | 125,7     | Historische Altstadt Kneippheilbad Bad Camberg                   |
|                                                                  | 126,1     | Lahn-Marmor-Museum Villmar                                       |
|                                                                  | 126,6     | Mineralbrunnen Niederselters Selterswassermuseum                 |
| Taunus Wunderland                                                | 130,9     |                                                                  |
| Naturpark Rhein-Taunus                                           | 131,2     |                                                                  |
| Idstein Nassauische Residenz                                     | 132,0     |                                                                  |
|                                                                  | 136,0     | Idstein Nassauische Residenz                                     |
|                                                                  | 137,2     | Naturpark Rhein-Taunus                                           |
|                                                                  | 137,5     | Taunus Wunderland                                                |
| Wiesbaden                                                        | 141,7     |                                                                  |
|                                                                  | 146,5     | Burgstadt Eppstein                                               |
|                                                                  | 146,8     | Feldkapelle Wiesbaden                                            |
| Deutsches Ledermuseum Offenbach am Main                          | 173,3     |                                                                  |
| Heusenstamm                                                      | 186,8     |                                                                  |
|                                                                  | 190,0     | Heusenstamm                                                      |
| Historische Altstadt Seligenstadt                                | 196,2     |                                                                  |
|                                                                  | 196,4     | Deutsches Ledermuseum Offenbach am Main                          |
|                                                                  | 196,8     | Wildpark Hanau Alte Fasanerie                                    |
|                                                                  | 199,4     | Historische Altstadt Seligenstadt                                |
| Schloss Johannisburg                                             | 212,2     |                                                                  |
| Stiftsbasilika                                                   | 212,7     |                                                                  |
|                                                                  | 212,8     | Schloss Johannisburg                                             |
|                                                                  | 213,6     | Stiftsbasilika                                                   |
| Wallfahrtskirche Schmerlenbach                                   | 220,7     |                                                                  |
| Spessart-Mainland                                                | 221,0     |                                                                  |
| Lohr a. Main Schneewittchenstadt                                 | 224,0     |                                                                  |
| Wallfahrtskirche Hessenthal                                      | 225,6     |                                                                  |
|                                                                  | 226,4     | Wallfahrtskirche Schmerlenbach                                   |
| Schloss Mespelbrunn                                              | 226,9     |                                                                  |
| Eichenwälder im Hochspessart                                     | 229,2     |                                                                  |
|                                                                  | 234,7     | Eichenwälder im Hochspessart                                     |
|                                                                  | 235,5     | Wallfahrtskirche Hessenthal                                      |
| Marktheidenfeld                                                  | 250,7     |                                                                  |
| Fränkisches Weinland                                             | 255,6     |                                                                  |
|                                                                  | 255,7     | Lohr a. Main Schneewittchenstadt                                 |
| Burg Wertheim Liebliches Taubertal                               | 256,6     |                                                                  |
| Miltenberg in Churfranken                                        | 257,5     |                                                                  |
|                                                                  | 258,7     | Spessart-Mainland                                                |
|                                                                  | 262,8     | Burg Wertheim Liebliches Taubertal                               |
|                                                                  | 268,1     | Miltenberg in Churfranken                                        |
| Festspielstadt Röttingen                                         | 283       |                                                                  |
| Festung Marienberg Museum für Franken                            | 283,4     |                                                                  |
| Residenz Würzburg UNESCO – Weltkulturerbe                        | 283,9     |                                                                  |
|                                                                  | 295,4     | Randersacker Main und Stein                                      |
| Kitzingen Weinhandel Deutsches Fastnachtsmuseum                  | 307,2     |                                                                  |
| Abtei Münsterschwarzach                                          | 308,0     |                                                                  |
| Barockes Wiesentheid                                             | 314,1     |                                                                  |
|                                                                  | 315,0     | Abtei Münsterschwarzach                                          |
|                                                                  | 315,7     | Kitzingen Weinhandel Deutsches Fastnachtsmuseum                  |
| Romantisches Prichsenstadt                                       | 315,9     |                                                                  |
| Steigerwald                                                      | 316,3     |                                                                  |
| Drei-Franken-Eck                                                 | 323,9     |                                                                  |
|                                                                  | 326,9     | Romantisches Prichsenstadt                                       |
|                                                                  | 335,1     | Zisterze Ebrach                                                  |
|                                                                  | 346,8     | Drei-Franken-Eck                                                 |
| Pommersfelden                                                    | 352,3     |                                                                  |
| Karpfenland Aischgrund                                           | 358,7     |                                                                  |
|                                                                  | 359,0     | Pommersfelden                                                    |
|                                                                  | 359,4     | Naturpark Steigerwald                                            |
|                                                                  | 363,0     | Karpfenland Aischgrund                                           |
| Erlangen Medizin- und Universitätsstadt                          | 367,9     |                                                                  |
| Herzogenaurach Technologie und Sport                             | 373,8     |                                                                  |
| Walderlebniszentrum Tennenlohe                                   | 382,4     |                                                                  |
|                                                                  | 388,5     | Erlangen Medizin- und Universitätsstadt                          |
| Knoblauchsland Gemüseland                                        | 389,1     |                                                                  |
| Germanisches Nationalmuseum Nürnberg                             | 389,5     |                                                                  |
|                                                                  | 389,6     | Walderlebniszentrum Tennenlohe                                   |
|                                                                  | 389,9     | Knoblauchsland Gemüseland                                        |
| nuernberg.de                                                     | 390,6     |                                                                  |
| Markt Heroldsberg Vier-Schlösser-Gemeinde                        | 391,2     |                                                                  |
| Tiergarten Nürnberg                                              | 395,2     |                                                                  |
| Nürnberger Land Outdoor- & Genussregion                          | 395,5     |                                                                  |
|                                                                  | 396,4     | Germanisches Nationalmuseum Nürnberg                             |
|                                                                  | 396,8     | Markt Heroldsberg Vier-Schlösser-Gemeinde                        |
|                                                                  | 401,2     | Tiergarten Nürnberg                                              |
| Festspielstadt Altdorf Historische Universität                   | 412,8     |                                                                  |
|                                                                  | 418,2     | Festspielstadt Altdorf Historische Universität                   |
|                                                                  | 418,9     | Markt Feucht Zeidelwesen                                         |
| Ludwig-Donau-Main-Kanal                                          | 419,5     |                                                                  |
|                                                                  | 423,5     | Ludwig-Donau-Main-Kanal                                          |
| Deutsches Maybach-Automuseum Neumarkt i. d. OPf.                 | 425,3     |                                                                  |
|                                                                  | 430,8     | Deutsches Maybach-Automuseum Neumarkt i. d. OPf.                 |
| Bayerischer Jura                                                 | 433,0     |                                                                  |
| Naturerlebnis Habsberg-Hilzhofen                                 | 433,8     |                                                                  |
|                                                                  | 439,7     | Naturerlebnis Habsberg-Hilzhofen                                 |
| Tropfstein- höhle Velburg                                        | 441,8     |                                                                  |
|                                                                  | 447,4     | Tropfstein- höhle Velburg                                        |
| Markt Lupburg Historischer Ortskern                              | 453,0     |                                                                  |
|                                                                  | 458,7     | Markt Lupburg Historischer Ortskern                              |
| Europa-Skulpturenpark Beratzhausen                               | 463,3     |                                                                  |
|                                                                  | 468,1     | Bayerischer Jura                                                 |
|                                                                  | 468,5     | Europa-Skulpturenpark Beratzhausen                               |
| Welterbe Regensburg                                              | 485,1     |                                                                  |
|                                                                  | 500,7     | Welterbe Regensburg                                              |
| Walhalla                                                         | 502,4     |                                                                  |
|                                                                  | 507,5     | Walhalla                                                         |
| Baierwein Historisches Anbaugebiet                               | 510,9     |                                                                  |
| Naturpark Oberer Bayerischer Wald                                | 511,4     |                                                                  |
| Zoo Straubing                                                    | 525,0     |                                                                  |
| Römerschatz Straubing                                            | 525,4     |                                                                  |
|                                                                  | 530,5     | Zoo Straubing                                                    |
| Bayerischer Wald                                                 | 532,0     |                                                                  |
|                                                                  | 537,1     | Römerschatz Straubing                                            |
| Bogenberg                                                        | 537,1     |                                                                  |
| Klosterdorf Windberg                                             | 541,4     |                                                                  |
|                                                                  | 545,6     | Bogenberg                                                        |
| Schwarzach Grandsberg/Hirschenstein                              | 545,8     |                                                                  |
|                                                                  | 546,3     | Klosterdorf Windberg                                             |
|                                                                  | 552,0     | Schwarzach Grandsberg/Hirschenstein                              |
|                                                                  | 552,5     | Sankt Englmar Pröller/Predigtstuhl                               |
| Abtei Metten – Bibliothek                                        | 555,0     |                                                                  |
| Deggendorf                                                       | 555,6     |                                                                  |
|                                                                  | 560,0     | Abtei Metten – Bibliothek                                        |
| Donautal Archäologie – Asambarock                                | 569,0     |                                                                  |
| Abtei Niederaltaich                                              | 569,6     |                                                                  |
|                                                                  | 575,2     | Donautal Archäologie – Asambarock                                |
|                                                                  | 575,7     | Abtei Niederaltaich                                              |
|                                                                  | 583,5     | Ziegel+Kalk Museum Flintsbach                                    |
|                                                                  | 584,0     | Brotjacklriegel Region – Sonnenwald                              |
| Klosterwinkel                                                    | 584,3     |                                                                  |
| Vilshofen Abtei Schweiklberg                                     | 584,8     |                                                                  |
| Museumsdorf Bayerischer Wald                                     | 589,7     |                                                                  |
|                                                                  | 590,3     | Vilshofen Abtei Schweiklberg                                     |
|                                                                  | 590,8     | Dreiburgenland                                                   |
|                                                                  | 595,3     | Museumsdorf Bayerischer Wald                                     |
| Donau romantische Flusslandschaft                                | 599,0     |                                                                  |
| Passau– Die Dreiflüssestadt                                      | 600,3     |                                                                  |
|                                                                  | 600,4     | Bayerischer Wald                                                 |
| Bayerisches THERMENLAND Bad Griesbach Bad Füssing – Bad Birnbach | 609,7     |                                                                  |
|                                                                  | 610,9     | Passau– Die Dreiflüssestadt                                      |
|                                                                  | 615,2     | Schloss Neuburg/Inn                                              |
| Barockstadt Schärding am Inn                                     | 619,5     |                                                                  |
| Bayerisches THERMENLAND Bad Füssing – Bad Birnbach Bad Griesbach | 620,5     |                                                                  |
|                                                                  | 626,0     | Bayerisches THERMENLAND Bad Füssing – Bad Birnbach Bad Griesbach |
| Grenzübergang Suben                                              | 628,3     |                                                                  |

## A 30
| Fahrtrichtung nach Osten                         | Kilometer | Fahrtrichtung nach Westen                        |
| Grenzübergang Bad Bentheim                       | 0,0       |                                                  |
| ------------------------------------------------ | --------- | ------------------------------------------------ |
|                                                  | 4,4       | Rock 'n' Popmuseum Gronau                        |
| Tierpark Nordhorn                                | 5,0       |                                                  |
| Burg Bentheim                                    | 5,5       |                                                  |
|                                                  | 10,5      | Burg Bentheim                                    |
|                                                  | 11,1      | Tierpark Nordhorn                                |
| Emsland                                          | 17,1      |                                                  |
| Kloster Bentlage                                 | 26,3      |                                                  |
|                                                  | 27,4      | Emsland                                          |
|                                                  | 30,9      | Kloster Bentlage                                 |
| Teutoburger Wald                                 | 38,2      |                                                  |
|                                                  | 58,3      | Tecklenburger Land                               |
| Osnabrück Rathaus des Westfälischen Friedens     | 67,8      |                                                  |
| Unterirdischer Zoo Osnabrück                     | 70,5      |                                                  |
|                                                  | 81,5      | Osnabrück Rathaus des Westfälischen Friedens     |
| Osnabrücker Land                                 | 88,0      |                                                  |
| Automuseum Melle                                 | 91,9      |                                                  |
|                                                  | 98,6      | Automuseum Melle                                 |
|                                                  | 101,9     | Osnabrücker Land                                 |
| Wiehengebirge                                    | 106,8     |                                                  |
| Industrieland NRW Möbelregion Ostwestfalen-Lippe | 116,5     |                                                  |
|                                                  | 117,5     | Industrieland NRW Möbelregion Ostwestfalen-Lippe |
|                                                  | 121,0     | Wiehengebirge                                    |
| Autobahnkreuz Bad Oeynhausen                     | 136,1     |                                                  |

## A 31
| Fahrtrichtung nach Süden                       | Kilometer | Fahrtrichtung nach Norden                       |
| Emden-West                                     | 240,6     |                                                 |
| ---------------------------------------------- | --------- | ----------------------------------------------- |
|                                                | 230,5     | UNESCO-Weltnaturerbe Wattenmeer                 |
|                                                | 228,2     | Seehafenstadt Emden                             |
|                                                | 221,2     | Emssperrwerk                                    |
|                                                | 213,3     | Ostfriesland Friesische Freiheit                |
| Naturerlebnis Rheiderland                      | 198,2     |                                                 |
|                                                | 197,8     | Leer Historische Altstadt                       |
|                                                | 191,9     | UNESCO-Weltnaturerbe Wattenmeer                 |
|                                                | 187,1     | Fehngebiet Ostfriesland                         |
|                                                | 184,1     | Naturerlebnis Rheiderland                       |
| Emsland                                        | 182,6     |                                                 |
|                                                | 182,2     | Meyer Werft                                     |
|                                                | 176,3     | Gut Altenkamp Papenburg-Aschendorf              |
|                                                | 175,4     | Gedächtniskirche Rhede                          |
| Vesting Bourtange Niederlande                  | 173,6     |                                                 |
| Gedenkstätte Esterwegen                        | 172,6     |                                                 |
|                                                | 166,6     | Gedenkstätte Esterwegen                         |
| Schloss Clemenswerth Sögel                     | 162,3     |                                                 |
|                                                | 160,6     | Vesting Bourtange Niederlande                   |
|                                                | 154,5     | Schloss Clemenswerth Sögel                      |
| Ferienzentrum Schloss Dankern                  | 152,5     |                                                 |
| Kloster Ter Apel Westerwolde (NL)              | 153,5     |                                                 |
|                                                | 146,6     | Ferienzentrum Schloss Dankern                   |
|                                                | 145,0     | Kloster Ter Apel Westerwolde (NL)               |
| Festungswall Meppen                            | 141,0     |                                                 |
| Internationaler Naturpark Moor                 | 140,6     |                                                 |
|                                                | 135,6     | Emsland                                         |
|                                                | 134,6     | Festungswall Meppen                             |
| Emsland                                        | 128,4     |                                                 |
| Emsland Moormuseum Geeste                      | 126,4     |                                                 |
|                                                | 120,6     | Internationaler Naturpark Moor                  |
|                                                | 119,6     | Emsland Moormuseum Geeste                       |
| Tierpark Nordhorn                              | 115,8     |                                                 |
|                                                | 113,7     | Grafschaft Bentheim                             |
| Kloster Frenswegen Nordhorn                    | 113,5     |                                                 |
| Emsland                                        | 107,3     | Kloster Frenswegen Nordhorn                     |
| Grafschaft Bentheim                            | 98,6      |                                                 |
|                                                | 97,1      | Emsland                                         |
|                                                | 83,8      | Grafschaft Bentheim                             |
| rock'n'popmuseum Gronau                        | 77,2      |                                                 |
|                                                | 69,0      | rock'n'popmuseum Gronau                         |
| Barockschloss Ahaus                            | 60,7      |                                                 |
|                                                | 55,5      | Barockschloss Ahaus                             |
| Glockenguss in Gescher                         | 47,7      |                                                 |
|                                                | 41,8      | Glockenguss in Gescher                          |
| Wildpark Frankenhof                            | 32,3      |                                                 |
|                                                | 30,3      | Naturpark Hohe Mark- Westmünsterland            |
|                                                | 28,2      | Wildpark Frankenhof                             |
|                                                | 27,4      | Münsterland                                     |
| Wasserschloss Raesfeld                         | 27,3      |                                                 |
| Schloss Lembeck                                | 26,0      |                                                 |
| Industrie • Kultur • Landschaft Metropole Ruhr | 22,3      |                                                 |
|                                                | 20,3      | Schloss Lembeck                                 |
|                                                | 19,1      | Wasserschloss Raesfeld                          |
|                                                | 0,8       | Industriekultur Maschinenhalle Gladbeck-Zweckel |
| Autobahndreieck Bottrop                        | 0,0       |                                                 |

## A 33
| Fahrtrichtung nach Süden                                    | Kilometer   | Fahrtrichtung nach Norden        |
| Osnabrück-Widukindland                                      | 62,0        |                                  |
| ----------------------------------------------------------- | ----------- | -------------------------------- |
| Unterirdischer Zoo Osnabrück                                | 63,4        |                                  |
|                                                             | 73,2        | Unterirdischer Zoo Osnabrück     |
| Osnabrücker Land                                            | 79,3        |                                  |
|                                                             | 80,8        | Osnabrücker Land                 |
|                                                             | 83,4        | UNESCO Global Geopark TERRA.VITA |
| Borgholzhausen                                              | 91,1 / 74,3 |                                  |
| Museum Böckstiegel                                          | 69,9        |                                  |
|                                                             | 63,0        | Museum Böckstiegel               |
| Sparrenburg                                                 | 56,8        |                                  |
|                                                             | 50,4        | Kunsthalle Bielefeld             |
| Historischer Stadtkern Detmold Freilichtmuseum Detmold      | 43,8        |                                  |
| Senne                                                       | 30,5        |                                  |
|                                                             | 30,4        | Senne                            |
| Weltgrößtes Computermuseum                                  | 23,3        |                                  |
| Dom. Kaiserpfalz Residenzschloss                            | 20,9        |                                  |
|                                                             | 10,0        | Dom. Kaiserpfalz Residenzschloss |
| Wewelsburg – eine der wenigen Dreiecksburgen in Deutschland | 6,0         |                                  |
| Autobahnkreuz Wünnenberg-Haaren                             | 0,0         |                                  |

## A 36
| Fahrtrichtung nach Süden                         | Kilometer | Fahrtrichtung nach Norden               |
| Autobahnkreuz Braunschweig-Süd                   | 0,0       |                                         |
| ------------------------------------------------ | --------- | --------------------------------------- |
| WOLFENBÜTTEL LESSINGSTADT                        | 5,2       |                                         |
|                                                  | 9,9       | WOLFENBÜTTEL LESSINGSTADT               |
| UNESCO Global Geopark Kaiserpfalz Werla          | 14,7      |                                         |
| Herzlich Willkommen! Harz                        | 20,3      |                                         |
| Historische Fachwerkstadt Hornburg               | 21,2      |                                         |
|                                                  | 22,8      | UNESCO Global Geopark Kaiserpfalz Werla |
|                                                  | 27,0      | Historische Fachwerkstadt Hornburg      |
| Kloster Wöltingerode                             | 30,7      |                                         |
|                                                  | 35,5      | Kloster Wöltingerode                    |
| Nationalpark Harz                                | 35,5      |                                         |
| Autobahndreieck Nordharz                         | 36,0      |                                         |
| Osterwieck Fachwerkstadt am Fallstein            | 40,4      |                                         |
| Ilsetal Nationalparkort Ilsenburg                | 45,3      |                                         |
|                                                  | 46,0      | Osterwieck Fachwerkstadt am Fallstein   |
| Nationalpark Harz                                | 48,6      |                                         |
|                                                  | 50,1      |                                         |
| Schloss Fachwerkstadt Wernigerode                | 52,9      |                                         |
|                                                  | 53,3      |                                         |
|                                                  | 57,8      |                                         |
| Westernstadt Pullman City Hasselfelde            | 58,0      |                                         |
|                                                  | 59,7      |                                         |
|                                                  | 67,9      |                                         |
|                                                  | 71,0      |                                         |
|                                                  | 74,0      |                                         |
|                                                  | 77,5      |                                         |
|                                                  | 81,7      |                                         |
|                                                  | 86,7      |                                         |
|                                                  | 88,1      |                                         |
|                                                  | 90,1      |                                         |
|                                                  | 96,1      |                                         |
| Burg Falkenstein                                 | 96,9      |                                         |
| Aschersleben Historische Stadtbefestigungsanlage | 101,3     |                                         |
|                                                  | 101,4     |                                         |
|                                                  |           |                                         |
| Autobahnkreuz Bernburg                           | 120,7     |                                         |

## A 38
| Fahrtrichtung nach Osten                         | Kilometer | Fahrtrichtung nach Westen                  |
| Autobahndreieck Drammetal                        | 0,0       |                                            |
| ------------------------------------------------ | --------- | ------------------------------------------ |
| Friedland Tor zur Freiheit                       | 4,0       |                                            |
|                                                  | 6,6       | Friedland Tor zur Freiheit                 |
|                                                  | 6,9       | Leine Werra Fulda Weser                    |
| Hanstein Ludwigstein Zweiburgenblick im Werratal | 7,6       |                                            |
|                                                  | 18,0      | GRENZMUSEUM SCHIFFLERSGRUND                |
| Naturpark Eichsfeld-Hainich-Werratal             | 18,0      |                                            |
|                                                  | 19,0      | Burg Hanstein                              |
| GRENZMUSEUM SCHIFFLERSGRUND                      | 19,0      |                                            |
| Heilbad Heiligenstadt Historische Altstadt       | 20,0      |                                            |
|                                                  | 25,0      | Heilbad Heiligenstadt Historische Altstadt |
|                                                  | 28,5      | Naturpark Eichsfeld-Hainich-Werratal       |
| Altstadt Mühlhausen                              | 30,7      |                                            |
| Grenzlandmuseum Eichsfeld                        | 32,5      |                                            |
| Bärenpark Worbis                                 | 34,5      |                                            |
|                                                  | 40,9      | Bärenpark Worbis                           |
| Duderstadt Historische Fachwerkstadt             | 41,1      |                                            |
|                                                  | 41,9      | Grenzlandmuseum Eichsfeld                  |
|                                                  | 42,4      | Altstadt Mühlhausen                        |
|                                                  | 50,1      | Eichsfeld                                  |
| Freizeitpark POSSEN                              | 52,8      |                                            |
|                                                  | 59,2      | Duderstadt Historische Fachwerkstadt       |
| Welterberegion WARTBURG-HAINICH                  | 53,8      |                                            |
| Baumkronenpfad im Nationalpark Hainich           | 54,8      |                                            |
| Sondershausen Erlebnisbergwerk Schloss           | 60,7      |                                            |
|                                                  | 61,5      | Baumkronenpfad im Nationalpark Hainich     |
|                                                  | 62,5      | Welterberegion WARTBURG-HAINICH            |
|                                                  | 63,5      | Freizeitpark POSSEN                        |
| Naturpark Südharz                                | 65,7      |                                            |
| KZ-Gedenkstätte Mittelbau-Dora                   | 66,7      |                                            |
| Nordhausen am Harz                               | 72,0      |                                            |
|                                                  | 73,3      | KZ-Gedenkstätte Mittelbau-Dora             |
| Heilklimatischer Kurort Neustadt/Harz            | 77,4      |                                            |
|                                                  | 78,2      | Nordhausen am Harz                         |
| Badehaus Nordhausen                              | 78,4      |                                            |
|                                                  | 78,7      | Sondershausen Erlebnisbergwerk Schloss     |
| Harzer Schmalspurbahnen                          | 79,4      |                                            |
|                                                  | 79,7      | Harzer Schmalspurbahnen                    |
|                                                  | 84,1      | Naturpark Südharz                          |
|                                                  | 85,2      | Badehaus Nordhausen                        |
| Biosphärenreservat Karstlandschaft Südharz       | 85,6      |                                            |
|                                                  | 86,1      | Heilklimatischer Kurort Neustadt/Harz      |
| Naturpark Kyffhäuser                             | 86,5      |                                            |
| Residenzstadt Stolberg                           | 89,1      |                                            |
|                                                  | 94,1      | Residenzstadt Stolberg                     |
| Panorama Museum Bad Frankenhausen                | 94,9      |                                            |
|                                                  | 103,3     | Biosphärenreservat Karstlandschaft Südharz |
|                                                  | 106,0     | Naturpark Kyffhäuser                       |
| Europa-Rosarium SANGERHAUSEN                     | 110,3     |                                            |
|                                                  | 115,2     | Europa-Rosarium SANGERHAUSEN               |
| Burg & Schloss Allstedt                          | 117,8     |                                            |
| Kultur mit Pfiff Modellbahn Wiehe                | 118,0     |                                            |
|                                                  | 121,6     | Burg & Schloss Allstedt                    |
|                                                  | 123,3     | Kultur mit Pfiff Modellbahn Wiehe          |
| Lutherstadt Eisleben Unesco Welterbe             | 127,4     |                                            |
|                                                  | 132,5     | Lutherstadt Eisleben Unesco Welterbe       |
| Arche Nebra Himmelswege                          | 134,2     |                                            |
|                                                  | 142,5     | Arche Nebra Himmelswege                    |
| Seegebiet Süßer See                              | 142,5     |                                            |
| Marina Mücheln                                   | 145,4     |                                            |
| Goethe-Theater Bad Lauchstädt                    | 149,4     |                                            |
|                                                  | 150,4     | Marina Mücheln                             |
|                                                  | 151,4     | Seegebiet Süßer See                        |
| Dom u. Schloss Merseburg                         | 158,0     |                                            |
|                                                  | 162,3     | Goethe-Theater Bad Lauchstädt              |
| Braunsbedra am Geiseltalsee                      | 165,0     |                                            |
| Heinrich-Schütz-Haus Weißenfels                  | 169,8     |                                            |
| Sonnenobservatorium Goseck Himmelswege           | 170,5     |                                            |
|                                                  | 171,5     | Braunsbedra am Geiseltalsee                |
|                                                  | 176,6     | Schütz-Haus Weißenfels                     |
|                                                  | 178,3     | Sonnenobservatorium Goseck Himmelswege     |
| Leipzig Mendelssohn-Haus                         | 192,2     |                                            |
| Wiprecht von Groitzsch                           | 194,1     |                                            |
| Leipziger Neuseenland                            | 197,2     |                                            |
|                                                  | 197,5     | Wiprecht von Groitzsch                     |
| Gewandhaus zu Leipzig                            | 200,6     |                                            |
|                                                  | 200,7     | Leipziger Neuseenland                      |
|                                                  | 201,7     | Belantis Familien-Freizeitpark             |
| Bergbau-Technik-Park                             | 201,7     |                                            |
| Kanupark am Markkleeberger See                   | 207,5     |                                            |
| Seepark Auenhain                                 | 207,8     |                                            |
|                                                  | 207,9     | Bergbau-Technik-Park                       |
|                                                  | 212,8     | Kanupark am Markkleeberger See             |
|                                                  | 216,8     | Seepark Auenhain                           |
| Wehrkirche Beucha                                | 216,8     |                                            |
| Autobahndreieck Parthenaue                       | 219,3     |                                            |

## A 39
| Fahrtrichtung nach Süden   | Kilometer | Fahrtrichtung nach Norden            |
| Maschener Kreuz            | 0,0       |                                      |
| -------------------------- | --------- | ------------------------------------ |
| Schloss Winsen (Luhe)      | 7,0       |                                      |
|                            | 23,8      | Schloss Winsen (Luhe)                |
| Dom zu Bardowick           | 25,7      |                                      |
| Lüneburg-Nord              | 31,3      |                                      |
| Weyhausen                  | 136,1     |                                      |
| Erlebnisstadt Wolfsburg    | 138,9     |                                      |
|                            | 145,8     | Erlebnisstadt Wolfsburg              |
|                            | 155,2     | Erlebnisstadt Wolfsburg              |
|                            | 164,6     | Königslutter Domstadt am Elm         |
| Zoo Braunschweig           | 169,1     |                                      |
|                            | 177,4     | Zoo Braunschweig                     |
|                            | 193,3     | Salzgitter Renaissanceschloss Salder |
|                            | 195,8     | Erholungslandschaft Salzgittersee    |
| Autobahndreieck Salzgitter | 204,1     |                                      |

## A 352
| Fahrtrichtung nach Osten | Kilometer | Fahrtrichtung nach Westen |
| ------------------------ | --------- | ------------------------- |
|                          | 16,8      | Herrenhäuser Gärten       |

## A 369
| Fahrtrichtung nach Süden                                                                      | Kilometer | Fahrtrichtung nach Norden |
| --------------------------------------------------------------------------------------------- | --------- | ------------------------- |
| Rammelsberg und Historische Altstadt in Goslar Sole-Therme und Baumwipfelpfad in Bad Harzburg | 1,0       |                           |
| UNESCO-Welterbe im Harz                                                                       | 2,4       | Kloster Wöltingerode      |